# The Swining / Red Raw & Sore
The Swining / Red Raw & Sore – amerykańska kompilacja dwóch albumów formacji PIG - The Swining i minialbumu Red Raw and Sore, dostępnych wyłącznie na terenie Japonii - wydana 2 listopada 1999 roku przez Cleopatra Records. Każdy z utworów jest lekko edytowany. Dodatkowym utworem jest wcześniej niewydany remix: "The Fountain of Failure".

## Lista utworów
1. "The Fountain of Miracles" – 5:52
2. "The Seven Veils" – 4:10
3. "Rope" (Keith Le Blanc Remix) – 4:32
4. "Find It Fuck It Forget It" – 2:51
5. "Black Mambo" – 5:07
6. "Ojo Por Ojo" – 2:18
7. "Blades" – 6:42
8. "Symphony for the Devil" – 11:58
9. "Red Raw & Sore" – 5:40
10. "Rope" – 4:46
11. "Blades" (KMFDM Mix) – 6:02
12. "The Fountain of Miracles" (PIG Remix) – 6:35
13. "One Meatball" – 5:19
14. "The Fountain of Failure" – 7:10